# NGC 5188
NGC 5188 (другие обозначения — MCG -6-30-7, ESO 383-9, AM 1328-343, IRAS13286-3432, PGC 47549) — галактика в созвездии Центавр.
Этот объект входит в число перечисленных в оригинальной редакции «Нового общего каталога».